# Минёр
Минёр (от фр. mineur — копающий землю, шахтёр) — военный специалист, чья работа связана с минами — установкой (минированием), обслуживанием, разминированием.
Для армейских специалистов ныне употребляется термин сапёр; на флоте минёр — специалист по использованию минного и противоминного оружия.
Ранее большая полость в конце подземного тоннеля (обрушение которой вызывало провал в образовавшуюся воронку вражеских укреплений или техники) и получила название мина. В русском языке её называли горном. Поэтому специалистов в минной войне стали называть горокопами или минёрами.